# Ibrahim El-Masry
Ibrahim El-Masry (in arabo إبراهيم المصري‎?; Porto Said, 19 agosto 1971) è un ex calciatore egiziano, di ruolo attaccante.

## Carriera

### Club
Ha sempre militato nel campionato egiziano.

### Nazionale
Con la maglia della Nazionale egiziana ha partecipato alla Coppa d'Africa nel 1994 e nel 1996.

## Palmarès

### Club
- Coppa d'Egitto: 1

Al-Masry: 1997-1998